# Adrián Otero
Adrián Fernando Otero (Buenos Aires, 31 de julio de 1958 - Ballesteros, 12 de junio de 2012) fue un cantante, poeta, sociólogo y músico argentino. Mayormente es conocido por ser el líder de la famosa banda Memphis la Blusera, a la cual se incorporó a mediados de 1980. También, es considerado junto a esta, el principal masificador del género blues en Argentina.

## Biografía
Nació en el barrio porteño de Villa Luro y se crio en Mataderos. En su juventud cursó estudios de Psicología y recorrió parte de América, Europa y África. En tales viajes se desempeñó en diferentes tareas tales como periodista deportivo, artesano y cocinero. Adrián Otero alcanzó la dignidad de Maestro Masón en la Respetable Logia Renovación Universal 364 (CABA).

## Carrera musical

### 1980-2008: Memphis La Blusera
Después de un tiempo decidió incorporarse definitivamente a la banda de blues Memphis La Blusera. Otero se desempeñó como la voz principal de Memphis y autor de la mayoría de las letras del grupo, al cual entró en el año 1980.
Con la banda recorrió un largo camino de reconocimiento a nivel masivo, y compartió con ella escenarios internacionales y nacionales como el Estadio Obras Sanitarias, Teatro Gran Rex, Luna Park, Teatro Colón, entre otros. Llegó a su pico de reconocimiento internacional con la banda entre el año 1993 con Nunca tuve tanto Blues. Recibió en 1995 el Premio Konex como uno de los mejores cantantes de rock de la década en Argentina. En 2005 también fue jurado para designar los Premios Konex de ese mismo año.
En marzo de 2008, después de ser la cara más visible del conjunto y de compartir innumerables éxitos, premios y reconocimientos, Adrián Otero decidió alejarse de la banda blusera. El anuncio fue hecho por él mismo a través de un comunicado de prensa, en el cual manifestó su decisión:

"Después de meditarlo mucho... le digo adiós a Memphis... doy un paso hacia el futuro... inicio desde ahora mi etapa como solista."

### 2009-2012: Solista
En 2009, en una entrevista al Diario Clarín, explicó lo que sentía luego de alejarse de Memphis.

“En los últimos años trabajamos mucho en fiestas donde la gente iba a bailar. Los shows no eran ningún bajón. Si te ponés a escuchar vas a ver que incluíamos un blues por disco; el resto era pastiche con blues o sin blues. El blues, para mí, fue una cosa tangencial. Yo soy de la literatura.”

El nombre de su primer disco fue Imán. Este álbum se grabó durante los meses de mayo y junio del año 2008, y cuenta con canciones roqueras que muestran un nuevo estilo, conservando su inconfundible timbre de voz, ronca y sutil. 
El 13 de julio de 2012 iba a ponerse en venta un trabajo que tenía al cantante poniéndole la voz a diferentes covers todos ellos del rock nacional. Entre las canciones interpretadas por Otero aparece «Juntos a la par», de Yulie Ruth (aunque la canción se hizo más conocida gracias a la versión del músico Argentino Pappo). 
Su última aparición en televisión ocurrió el 23 de mayo de 2012, cuando fue invitado al programa Soñando por Cantar de Canal 13 en el que cantó junto a un participante, en un anfiteatro de la localidad bonaerense de Tigre. En el jurado de ese concurso musical se encontraba Oscar Mediavilla, quien produjo su último disco. Cuando terminaba su participación y se despedía del escenario, Otero le prometía a los asistentes que iba a regresar al mes siguiente para firmarles a todos su nuevo disco, hecho que no se pudo dar.

## Fallecimiento
Otero falleció en un accidente automovilístico ocurrido en el kilómetro 523 de la Autopista Rosario-Córdoba, en la localidad cordobesa de Ballesteros. Otero manejaba en dirección a Capilla del Monte, planeando instalarse en la localidad de San Marcos Sierras cuando aproximadamente a las 14:30 del martes 12 de junio de 2012, perdió el control de su vehículo, un Honda Accord; tras volcar y dar varios giros, el cantautor perdió instantáneamente la vida. El accidente de Otero se habría provocado “cuando se agachó para buscar un cigarrillo en la guantera del auto mientras manejaba”. Fue trasladado al hospital más cercano, pero ya había fallecido. Tenía 53 años. Su mujer, que lo acompañaba en el momento del accidente, sólo sufrió algunas lesiones de menor importancia. Sus cenizas descansan en el Panteón de SADAIC en el Cementerio de la Chacarita.

## Vida personal
Estuvo casado con Viviana Caruso, mujer con la que tuvo a su hijo, Julián Otero, nacido en el año 1990. En 2007, Otero tuvo lo que definiría luego como "una recaída breve pero intensa" en el alcohol y la cocaína. Ese episodio, tal vez, vaticinó lo que sería el fin de Memphis.
Luego de su muerte, comenzó a circular por diversos medios nacionales la pertenencia de Otero a la masonería. El artista nunca confirmó que pertenecía a la masonería sino hasta el momento en que se realiza su funeral que al mismo hacen presencia varias figuras representantes de la misma y fue en ese momento que los diarios comenzaron a circular que él pertenecía a la misma.
Otero era simpatizante del Club Atlético Vélez Sarsfield, nacido en Villa Luro, ya consagrado como artista vivió un tiempo en Versalles, a tan solo unas cuadras del Estadio José Amalfitani.

## Discografía
Desde que comenzó su carrera a mediados del 1978, Otero, lanzó catorce proyectos, entre álbumes de estudio, presentaciones en vivo, entre otros junto a Memphis la Blusera y dos álbumes de estudio en solitario.
| - Alma bajo la lluvia (1983) - Medias negras (1986) - Tonto rompecabezas (1988) - Memphis la Blusera (1991) - Nunca tuve tanto Blues (1993) - Memphis en vivo (1994) - Cosa de hombres (1996) - Hoy es hoy (1998) - El acústico (1999) - Angelitos culones (2001) - En vivo en el Colón (2003) - 25.º aniversario (2004) - ...etc. (2005) | - Imán (2008) - El jinete del Blues (2012) |

## Filmografía
Otero trabajó en los filmes Graciadió y 5 pal' peso de Raúl Perrone.
| Año  | Título      | Papel    | Notas                                                                              | Ref(s) |
| ---- | ----------- | -------- | ---------------------------------------------------------------------------------- | ------ |
| 1997 | Graciadió   | Sandrito | Su primera participación en un filme argentino                                     | [ 18 ] |
| 1998 | 5 pal' peso |          | Trabajo con actores de gran nivel como Martín Campilongo y colegas como Iván Noble | [ 19 ] |

## Premios y nominaciones

#### Premios Carlos Gardel
| Año  | Trabajo nominado    | Categoría                   | Resultado |
| ---- | ------------------- | --------------------------- | --------- |
| 2013 | El jinete del Blues | Mejor álbum artista de rock | Nominado  |
| 2013 | «Me gustas mucho»   | Mejor videoclip             | Nominado  |